# Виховуючи батька (фільм, 1928)
«Виховуючи батька» (англ. Bringing Up Father) — американська кінокомедія режисера Джека Конвея 1928 року.

## У ролях
- Марі Дресслер — Енні Мур
- Поллі Моран — Меггі
- Дж. Фаррелл МакДональд — Джизі
- Жуль Коулз — Дінті Мур
- Гертруда Олмстед — Еллен
- Грант Віттерс — Денніс
- Роуз Діоне — місіс Сміт
- Девід Мір — Освальд
- Тенен Голц — Гінсберг Фейтлбум